# Lamar County, Texas
Lamar County är ett administrativt område i delstaten Texas, USA, med 49 793 invånare (2010). Den administrativa huvudorten (county seat) är Paris. 

## Geografi
Enligt United States Census Bureau har countyt en total area på 2 414 km². 2 375 km² av den arean är land och 39 km² är vatten.

### Angränsande countyn
- Choctaw County, Oklahoma - norr
- Red River County - öster
- Delta County - söder
- Fannin County - väster
- Bryan County, Oklahoma - nordväst

### Orter
- Blossom
- Deport (delvis i Red River County)
- Paris (huvudort)
- Reno
- Roxton
- Sun Valley
- Toco